# Hugo "Hurley" Reyes
Hugo "Hurley" Reyes es un personaje de la serie de ficción Lost interpretado por el actor estadounidense Jorge García.

## Antes de llegar a la isla
Es un chico obeso que vivía en el área de Los Ángeles. Debido a su sobrepeso, un muelle en el que estaban él y 23 personas más se hunde, muriendo dos personas. Él se culpa por esto y es ingresado en un manicomio debido a que no habla con nadie, solo come. En el manicomio se inventa un amigo imaginario llamado Dave, que es quien le insta a comer a todas horas. El doctor que lo trata le demuestra que Dave no existe y Hugo decide aceptarlo, encerrando a Dave fuera de la clínica. Al poco tiempo, sale de la clínica mental. Gana 156 millones de dólares al jugar con una determinada serie de números a la lotería. Dichos números, 4-8-15-16-23-42, los había oído durante su estancia en la clínica mental, de otro interno, Leonard (Lenny), que aseguraba que daban mala suerte, y que estaban malditos. Él los había recibido cuando vigilaba comunicaciones en el Pacífico junto a su compañero.
Aunque Hurley inicialmente no le cree, con el paso del tiempo acaba dándose cuenta de que la mala suerte parece perseguirle: muere su abuelo, su casa se incendia, pierde a su mejor amigo, es detenido por la policía por error, e incluso cae un meteorito sobre una empresa de su propiedad. Va a Australia buscando al compañero de Leonard, el cual también había oído los números. Al llegar, descubre que el compañero está muerto. Su mujer le cuenta que jugó los números en un juego de azar en la feria, y ganaron. Tras esto, les persigue la mala suerte. La mujer, de todas formas, no cree que los números estén malditos. Tras la infructuosa visita, se disponía a regresar a casa cuando su avión se estrelló en la isla.

## En la isla
Es un personaje que se hace querer, y que procura llevarse bien con todos. Hurley empieza a descubrir que esos números que él cree malditos también están en la isla, lo cual no hace sino aumentar su miedo por ellos, pues están tanto en la transmisión de la francesa, como en la escotilla de la estación El Cisne.
En la segunda temporada se descubre que Hurley tenía un amigo imaginario en el antiguo centro psiquiátrico dónde estaba, Dave, el cual casi le convence de que está soñando y de que la única forma de despertar es tirarse por un acantilado de la isla. Libby lo detiene a tiempo, y lo convence de que lo que está viviendo es real. Con ella inicia una fuerte amistad que hacia el final de la temporada se convierte en romance. Este será truncado rápidamente por Michael, que mata accidentalmente a Libby cuando libera a Benjamin Linus.
Al final de la segunda temporada se une a la expedición para encontrar a los Otros y liberar a Walt. Es el único de ellos al que los Otros dejan escapar tras capturarlo, con la intención de que narre lo ocurrido a los demás, y les infunda miedo.
En el episodio "Tricia Tanaka Is Dead" encuentra una furgoneta llena de cerveza donde posteriormente halla también un esqueleto con uniforme de obrero de la iniciativa Dharma. Con este vehículo rescata a Sayid, Jin y Bernard, de un ataque en la playa, en el episodio "A través del espejo".

### Temporada 4
Después de la muerte de Charlie, Hugo decide hacer caso a la advertencia de su amigo de que la gente del barco no son quienes dicen ser y decide unirse a John Locke y a los que deciden irse a vivir a las barracas donde vivían los Otros.

## Después de la isla

### Temporada 4
En el primer episodio de la cuarta temporada, "El principio del fin", se revela que Hugo está entre los seis sobrevivientes que lograron salir de La Isla, Los seis de Oceanic.
Tiempo después de salir la isla, Hugo tenía una vida normal hasta que un día ve a Charlie (su amigo, muerto en La Isla) en una tienda y se altera, por lo que se va conduciendo a toda velocidad en su Camaro y es arrestado. Después de tener alucinaciones durante su declaración, es ingresado de nuevo en un hospital psiquiátrico, donde es visitado por el Matthew Abbadon, quien se hace pasar por un abogado de la aerolínea Oceanic cuando buscaba obtener información de Hugo sobre quienes quedaron en La Isla, pero Hugo sospecha de él y decide terminar la conversación.
Hugo tiene otra alucinación de Charlie, y este le dice que "ellos" lo necesitan.
Jack va a visitar a Hugo al psiquiátrico con el pretexto de ver cómo estaba, pero Hugo se da cuenta de que solo iba para ver si había dado información sobre lo de la isla, después Hugo le pide perdón por haberse unido a Locke en vez de ir con él cuando estaban en la isla. La condición mental de Hurley se deteriora y su médico se pone en contacto con Jack, quien viene a visitarlo. Hugo le cuenta a Jack que había visto a Charlie, él le dijo que Jack vendría y que le dijera unas cuantas cosas que para Hugo no tenían sentido, pero éstas coincidían con lo que Jack estaba pasando en ese entonces. Hurley le insiste a Jack que ninguno de ellos realmente logró salir de la isla y que todos están muertos y le dice a Jack que alguien vendrá a visitarlo. 
Hugo en poco tiempo engorda unos cuantos kilos más tras encontrar una cajonera y descubrir que estaba repleta de pandorinos y donuts-cebra cuyo propietario original respondía a las siglas de JR. Gallur.
En su última aparición en la 4.ª temporada, sigue a Sayid a "un lugar seguro", ya que este ha ido a visitarle para decirle que les persiguen para que no vuelvan a la isla.

## Final
A la muerte de Jack se convierte en el protector de la isla, nombrando a Ben su número 2. Hará las cosas de manera diferente a Jacob.